# Alyson Reed
Alyson Reed (ur. 11 stycznia 1958 r.) – amerykańska tancerka i aktorka.

## Życiorys
Grała m.in. w A chorus Line z 1985. Zagrała panią Darbus w filmach High School Musical, High School Musical 2 i High School Musical 3: Ostatnia klasa.